# 넥슨 카트라이더 팀 스피릿
2011년 시즌의 두 번째 대회이며,  넥슨의 5번째 후원으로 개최하며, 카트라이더 공식 리그 차수에는 포함하지 않는다. 그러나 후에 공식 리그로 인정되었다.

## 스폰서 캐치프레이즈
최고의 팀 워크가 최강을 차지한다!

## 일정
1. 온라인 예선 : 2011년 5월 26일 (목) ~ 6월 8일 (수) 

2. 오프라인 예선 : 2011년 6월 12일 (일) 

3. 본선 : 2011년 6월 23일 (목) ~ 8월 11일 (목)
- 방송
  - 6월 23일, 6월 30일, 7월 14일 ~ 8월 11일 : 매주 목요일 오후 6시 생방송 (온게임넷)
  - 7월 7일 : 오후 4시 30분 생방송 (온게임넷)
- 1주차 : 조 지명식
- 1 ~ 6주차 : 8강(4개팀 2개 GROUP) 풀리그
- 7주차 : 4강 크로스 토너먼트 (GROUP A 1위 vs GROUP B 2위, GROUP A 2위 vs GROUP B 1위)
- 8주차 : 결승전

## 상금
- 총 상금 : 30,000,000원
- 우승팀 : 20,000,000원
- 준우승팀 : 6,000,000원
- 팀스피릿상 : 4,000,000원 (가장 멋진 팀 워크를 보여준 팀)

## 대회 개요
| - 온라인 예선전 - 장소 : 그랑프리(스피드) 채널 - 참가 인원 : 누구나 - 선발 방식 : GrandPrix Point(GP) 순위 - 트랙 : 리그 랜덤 트랙 - 스피드 : S3 - 카트바디 : 제한 없음 - 선발 인원 : GP 상위 256명 | - 오프라인 예선전 - 장소 : 신도림 테크노마트 3층 인텔 E-Stadium - 참가 인원 : 256명(온라인 예선 통과자) - 선발 방식 : 라운드제 - 트랙 : 지정 트랙 - 스피드 : S3 - 카트바디 : 카트 바디 사용 제한 규정 적용 - 선발 인원 : 24명 - 시드권자들은 순위 결정전을 치러 조 지명식의 순위 결정하게 된다. - 오프라인 예선전 끝나고 조 지명식 실시. | - 본선 - 장소 : 용산 이스포츠 스타디움 - 참가 인원 : 32명(오프라인 예선 통과자 24명 + 13차 리그 시드자 8명) - 선발 방식 : 라운드 승리 - 트랙 : 지정 트랙 - 스피드 : S3 - 카트바디 : 카트 바디 사용 제한 규정 적용 |

## 경기 방식
- 팀 구성 방식 : 역지명 방식
- 경기 방식 
  - 8강 풀리그, 4강 토너먼트 : 3라운드 중 2라운드 선취 승
  - 결승전 : 5라운드 중 3라운드 선취 승
- 각 세트는 5가지 모드 중 랜덤하게 선정
- 게임 방식
  - 토탈 포인트 : 목표 점수 50점으로 선취하는 팀이 승리, 스피드 개인전에서의 점수 합산을 가지고 승/패를 결정하는 방식
  - 타겟 체이스 : 양팀 에이스를 선정하여 에이스가 먼저 들어오는 팀이 승리, 만약 두명의 에이스 모두 리타이어 시 1등이 속한 팀이 승리
  - 데스 매치 : 8등을 하는 플레이어의 팀이 패배하는 방식 만약 리타이어가 발생 시 리타이어가 많은 팀이 패배 리타이어수가 동률 시 리타이어를 제외하고 최하위의 플레이어의 팀이 패배
  - 팀 포인트 : 경기 결과의 팀 포인트에 따라 승/패를 결정하는 방식
  - 콤보 매치 : 개인전 점수를 반영하며 같은 팀 선수가 연달아 들어오면 추가 점수를 부여하는 방식 (1-2등 : 10점, 2-3등 : 8점, 3-4등 : 6점, 4-5등 : 4점, 5-6등 : 2점, 6-7등, 7-8등은 추가 점수 없음)

## 경기 규칙
- 카트바디 제한 방식 변경
  - 해당 일에 진행하는 경기 종료까지 이전 경기에서 탑승한 카트바디는 연속으로 탑승이 불가능 

  - GT 계열 카트바디, 강화 카트바디 사용 금지 (GT 계열 카트바디 : 골든 스톰 블레이드, 스파이크 GT 등)
- 경기 도중 발생하는 몸싸움 행위는 레이싱 기술로 인정. 단, 의도적인 방해 행위 시 실격 처리(심판 판정) (역주행하며 길막기, 정지 상태로 길막기)
- 자세한 규정은 여기에서 확인.

## 트랙
| - 아이스 부서진 빙산 - 동화 이상한 나라의 문 - 대저택 은밀한 지하실 - 광산 위험한 제련소 - 문힐시티 숨겨진 지하터널 | - 아이스 아찔한 헬기 점프 - 차이나 골목길 대질주 - 해적 로비 절벽의 전투(R) - 공동묘지 해골성 대탐험 - 빌리지 만리장성 |

## 8강 풀리그
| 순위 | 팀         | 팀원                           | 전적        |
| ---- | ---------- | ------------------------------ | ----------- |
| 1    | First      | 전대웅, 조성제, 강진우, 박정렬 | 3승(+5)     |
| 2    | 택환부스터 | 김택환, 김은일, 김현태, 이요한 | 2승 1패(+3) |
| 3    | 다크호스   | 노진철, 박종근, 원훈희, 신하늘 | 1승 2패(-2) |
| 4    | 4G+        | 최영욱, 전재성, 지효성, 김경훈 | 3패(-6)     |

| 순위 | 팀            | 팀원                           | 전적        |
| ---- | ------------- | ------------------------------ | ----------- |
| 1    | Fantastic4    | 박인재, 강석인, 유영혁, 박준혁 | 3승(+5)     |
| 2    | Zowie         | 박도형, 문호준, 최영훈, 원상원 | 2승 1패(+3) |
| 3    | 떠오르는 샛별 | 김민우, 문명주, 이지우, 설희창 | 1승 2패(-2) |
| 4    | Ares Spirit   | 안기준, 김동환, 박원욱, 서국환 | 3패(-6)     |

1주차
- First 2 : 0 다크호스
- 택환부스터 2 : 0 4G+

2주차
- Fantastic4 2 : 1 Zowie
- 떠오르는 샛별 2 : 0 Ares Spirit

3주차
- First 2 : 1 택환부스터
- 다크호스 2 : 0 4G+

4주차
- Fantastic4 2 : 0 떠오르는샛별
- Zowie 2 : 0 Ares Spirit

5주차
- 다크호스 0 : 2 택환부스터
- First 2 : 0 4G+

6주차
- Zowie 2 : 0 떠오르는샛별
- Fantastic4 2 : 0 Ares Spirit

## 4강 토너먼트
- First 2 : 0 Zowie

- 1라운드 (토탈포인트)

- 1경기 (랜덤 - 아이스 부서진 빙산)

- First (18) - 전대웅 (3), 조성제 (5), 강진우 (10), 박정렬 (0)
- Zowie (9) - 박도형 (2), 원상원 (1), 최영훈 (-1), 문호준 (7)

- 2경기 (차이나 골목길 대질주)

- First (43) - 전대웅 (13), 조성제 (10), 강진우 (17), 박정렬 (3)
- Zowie (11) - 박도형 (3), 원상원 (0), 최영훈 (-1), 문호준 (9)

- 3경기 (해적 로비 절벽의 전투(R))

- First (59) - 전대웅 (23), 조성제 (17), 강진우 (17), 박정렬 (2)
- Zowie (22) - 박도형 (4), 원상원 (2), 최영훈 (2), 문호준 (14)

- 2라운드 (타겟체이스)

- 1경기 (랜덤 - 빌리지 만리장성)

- First 에이스 - 강진우 (승)
- Zowie 에이스 - 원상원

- 2경기 (대저택 은밀한 지하실)

- First 에이스 - 전대웅
- Zowie 에이스 - 문호준 (승)

- 3경기 (광산 위험한 제련소)

- First 에이스 - 조성제 (리타이어 (승)) - 둘 다 리타이어되면 1위가 속해있는 팀이 승리
- Zowie 에이스 - 최영훈 (리타이어 (패))

- Fantastic4 2 : 0 택환부스터

- 1라운드 (팀포인트(팀전 스피드))

- 1경기 (랜덤 - 아이스 아찔한 헬기 점프)

- Fantastic4 (승) - 박준혁 (2위), 유영혁 (3위), 강석인 (4위), 박인재 (8위)
- 택환부스터 (패) - 이요한 (1위), 김은일 (5위), 김현태 (6위), 김택환 (7위)

- 2경기 (문힐시티 숨겨진 지하터널)

- Fantastic4 (승) - 유영혁 (1위), 박준혁 (2위), 박인재 (6위), 강석인 (7위)
- 택환부스터 (패) - 이요한 (3위), 김택환 (4위), 김현태 (5위), 김은일 (8위)

- 2라운드 (타겟체이스)

- 1경기 (랜덤 - 해적 로비 절벽의 전투(R))

- Fantastic4 에이스 - 유영혁 (승)
- 택환부스터 에이스 - 김택환

- 2경기 (공동묘지 해골성 대탐험)

- Fantastic4 에이스  - 강석인 (승)
- 택환부스터 에이스 - 이요한

참고로 2라운드 2경기에서 택환부스터의 김은일선수는 중간에 카트를 멈춰 버리고 움직이지 않아서 실격당하고 다음 대회 출전권을 박탈당했다.

## 결승전
- Fantastic4 3 : 0 First

- 1라운드 (데스매치)

- 1경기 (랜덤 - 문힐시티 숨겨진 지하터널) : Fantastic4 (승)
- 2경기 (차이나 골목길 대질주) : First (승)
- 3경기 (아이스 아찔한 헬기 점프) : Fantastic4 (승)

- 2라운드 (콤보매치)

- 1경기 (랜덤 - 해적 로비 절벽의 전투(R))

- Fantastic4 (14) : 박인재 (-1), 강석인 (0), 유영혁 (10), 박준혁 (5) - 콤보 포인트 : 0
- First (19) : 전대웅 (1), 조성제 (3), 강진우 (7), 박정렬 (2) - 콤보 포인트 : 6 [4-5위 (4), 5-6위 (2)]

- 2경기 (공동묘지 해골성 대탐험)

- Fantastic4 (28) : 박인재 (1), 강석인 (7), 유영혁 (10), 박준혁 (0) - 콤보 포인트 : 10 [1-2위 (10)]
- First (19) : 전대웅 (2), 조성제 (3), 강진우 (5), 박정렬 (-1) - 콤보 포인트 : 10 [3-4위 (6), 4-5위 (4)]

- 3경기 (빌리지 만리장성)

- Fantastic4 (25) : 박인재 (1), 강석인 (5), 유영혁 (7), 박준혁 (2) - 콤보 포인트 : 10 [2-3위 (8), 5-6위 (2)]
- First (12) : 전대웅 (10), 조성제 (0), 강진우 (3), 박정렬 (-1) - 콤보 포인트 : 0

- 3라운드 (토탈포인트)

- 1경기 (랜덤 - 문힐시티 숨겨진 지하터널)

- Fantastic4 (10) : 박인재 (-1), 강석인 (0), 유영혁 (10), 박준혁 (1)
- First (17) : 전대웅 (3), 조성제 (2), 강진우 (5), 박정렬 (7)

- 2경기 (공동묘지 해골성 대탐험)

- Fantastic4 (24) : 박인재 (2), 강석인 (1), 유영혁 (20), 박준혁 (1)
- First (30) : 전대웅 (5), 조성제 (1), 강진우 (10), 박정렬 (14)

- 3경기 (차이나 골목길 대질주)

- Fantastic4 (44) : 박인재 (4), 강석인 (8), 유영혁 (30), 박준혁 (2)
- First (37) : 전대웅 (8), 조성제 (6), 강진우 (10), 박정렬 (13)

- 4경기 (아이스 부서진 빙산)

- Fantastic4 (60) : 박인재 (7), 강석인 (18), 유영혁 (31), 박준혁 (4)
- First (48) : 전대웅 (15), 조성제 (11), 강진우 (10), 박정렬 (12)

## 결과
- 우승 : Fantastic4

- 준우승 : First

- 팀스피릿상 : 택환부스터

- 팀스피릿 ARS+온라인투표 합산 결과 : 택환부스터 (44.6%), First (15.3%), Zowie (10.6%)

## 중계진
- 캐스터 : 전용준
- 해설 : 정준
- 현장 MC : 한구름(1~2회), 허진용(3~8회)